# 博雷托
博雷托（義大利語：Boretto），是意大利雷焦艾米利亚省的一个市镇。总面积19平方公里，人口5246人，人口密度276.1人/平方公里（2009年）。ISTAT代码为035005。